# Felix Hasenclever
Felix Hasenclever (* 28. Juli 1851; † 23. August 1892 in London) war ein deutscher Korvettenkapitän der Kaiserlichen Marine.

## Leben
Felix Hasenclever war ein Sohn von Richard Hasenclever und Sophie, geb. von Schadow.
Felix Hasenclever trat am 26. April 1868 in die Norddeutsche Marine ein. Ende Oktober 1879 kam er als Leutnant zur See (Beförderung am 14. Dezember 1875) von der Admiralität zur 2. Matrosendivision nach Wilhelmshaven.
Ab Ende November 1883 wurde er in der Funktion als Instrukteur für das Fischtorpedowesens von der Admiralität für die Ausbildung von chinesischen Torpedo-Offiziere nach China kommandiert. Er erhielt hierfür ein hohes Jahresgehalt von 30.000 Mark, während Hasenclever bis 1882 in Deutschland ein monatliches Gehalt von 260 Mark ohne Zuschläge bezogen hatte. Als im August 1884 der Krieg zwischen China und Frankreich begann, wurde er nach Deutschland zurück kommandiert. Nach dem Ende des Kriegs im April 1885 versuchte der chinesische General Li Hongzhang, eine erneute Anstellung des von ihm geschätzten Hasenclever zu erreichen, was aber durch die Deutsche Marine abschlägig beschieden wurde. Erst 1887 wurden wieder deutsche Militärinstrukteure nach China geschickt.
Am 1. Mai 1885 übernahm Hasenclever das Kommando über die neu bei der 2. Torpedobootsdivision in Dienst gestellte Brummer, welches er bis 5. Oktober 1885 innehatte. Ab Anfang März 1885 war er zugleich Chef der 2. Torpedobootsdivision und im Juli 1885 im Wechsel noch Kommandant der Ulan. Am 18. Januar 1889 erhielt er als Erster Offizier auf der Charlotte die Erlaubnis, den Osmanié-Orden 3. Klasse und die Silberne Imtiaz-Medaille zu tragen. Am 19. Februar 1889 wurde er zum Korvettenkapitän befördert.
Am 3. Juli 1889 wurde er zum 1. August 1889, als Nachfolger von Konteradmiral Wilhelm Schröder, nach London kommandiert und war hier bis zu seinem Tod am 23. August 1892 Marineattaché Vereinigtes Königreich. Dazu wurde ihm der Roten Adlerorden 4. Klasse verliehen. Bis 1890 hatte er noch den Kaiserlich Chinesischen Orden vom Doppelten Drachen, 2. Klasse, 3. Stufe (am 15. März 1887) und die 4. Klasse des Ordens des Brustbildes von Bolivar erhalten. Am 13. Juli 1891 wurde er mit dem Kronen-Orden III. Klasse ausgezeichnet. Am 11. Mai 1892 erhielt er die Genehmigung, das Komturkreuz des Franz-Joseph-Ordens zu tragen.
Im Nachruf auf Felix Hasenclever durch den Kommandierenden Admiral Vizeadmiral Max von der Goltz drückte dieser aus, dass der Kaiser persönlich den Verlust schmerzlich beklage.